# Teodoro Machado Freire Pereira da Silva

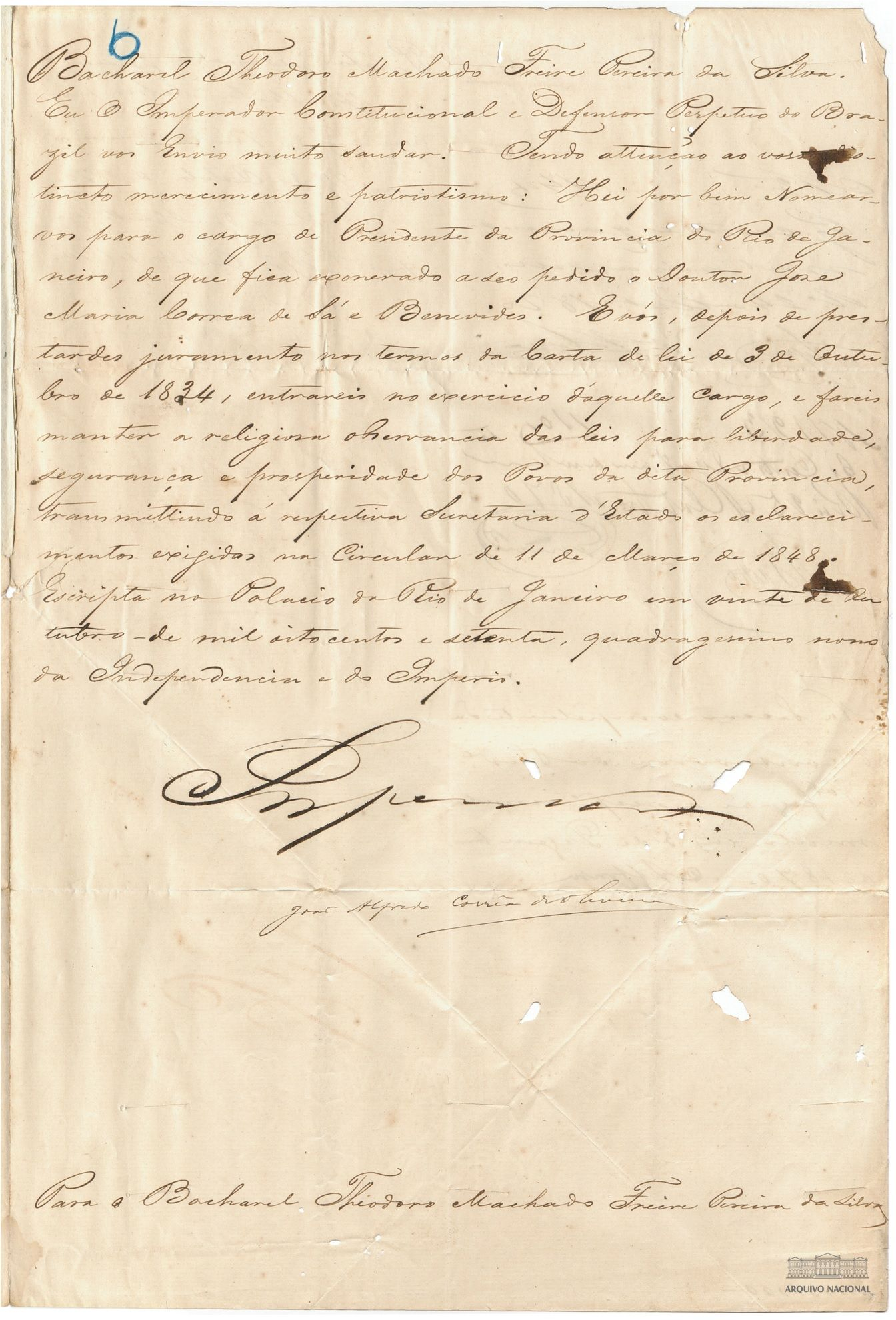
Documento de D. Pedro II nomeando-o Presidente da Província do Rio de Janeiro em 1870.

Teodoro Machado Freire Pereira da Silva (25 de setembro de 1832 — 22 de maio de 1910) foi um político brasileiro. Natural de Pernambuco, Teodoro Machado tinha bacharelado em direito pela Faculdade de Direito do Recife em 1852 e dedicou boa parte de sua vida a magistratura. Como político, exerceu algumas vezes o mandato de deputado pela Assembleia Geral Legislativa. Foi presidente das províncias da Paraíba, de 16 de agosto de 1868 a 9 de abril de 1869, do Rio de Janeiro, de 27 de outubro de 1870 a 15 de março de 1871, e da Bahia, de 24 de outubro de 1885 a 26 de julho de 1886. Durante o Gabinete Rio Branco, atuou como ministro da Agricultura, Comércio e Obras Públicas entre 7 de março de 1871 a 20 de abril de 1872. Faleceu aos 78 anos incompletos, viúvo, no Rio de Janeiro, e foi sepultado no Cemitério São João Batista.